# Le Jardin d'Allah
Pour le film de Colin Campbell, voir The Garden of Allah.
Pour plus de détails, voir Fiche technique et Distribution.
Le Jardin d'Allah (The Garden of Allah) est un film de mélodrame américain de 1936 réalisé par Richard Boleslawski, produit par David O. Selznick et mettant en vedette Marlene Dietrich et Charles Boyer,. Le scénario a été écrit par William P. Lipscomb et Lynn Riggs, inspiré du roman de 1904 du même nom de Robert S. Hichens.
Le roman de Hichens avait été filmé deux fois auparavant, sous forme de films muets réalisés en 1916 et 1927. Le casting de soutien de la version sonore comprend Basil Rathbone, C. Aubrey Smith, Joseph Schildkraut, John Carradine, Alan Marshal et Lucile Watson. La bande originale est de Max Steiner.
C'était le troisième long métrage à être photographié en Technicolor à trois bandes, et les directeurs de la photographie (non crédités) W. Howard Greene et Harold Rosson ont reçu un Oscar honorifique spécial pour les progrès de la cinématographie en couleur,. Les lieux de tournage étaient à Buttercup, en Californie et à Yuma, en Arizona. Le Jardin d'Allah était l'un des films présentés dans la rétrospective intitulée "L'histoire du cinéma coloré" au Festival international du film de Berlin en 1988.

## Synopsis
Boris Androvski, un moine trappiste, ressent des difficultés à devoir tenir ses vœux religieux et fuit son monastère. Il se trouve qu'il était le seul à connaître la recette secrète de la Lagarnine, une célèbre liqueur du monastère, dont la recette se transmet de génération en génération de moines. Pendant ce temps, Domini Enfilden, une riche héritière, vient d'être libérée de prison pour s'occuper des funérailles de son père tout juste décédé. Elle est également en quête de spiritualité dans les grands déserts nord-africains pour nourrir son âme.
Androvski et Domini se rencontrent alors, tombent amoureux et se marient chez un prêtre local. Les jeunes mariés sont ensuite emmenés dans le désert brûlant vers un voyage qu'un devin a prévu et qui leur apportera à la fois le bonheur et une triste fin. Domini ignore tout du passé de moine de son mari.
Plus tard, lorsqu'une patrouille perdue de légionnaires français se retrouve dans le même camp qu'eux, l'un des soldats reconnaît la liqueur qui lui est servie. La véritable identité de Boris est alors révélée, faisant que sa femme le rejette pour avoir rompu ses vœux envers Dieu de vivre comme un moine. Boris décide alors de retourner au monastère.

## Fiche technique
- Titre : Le Jardin d'Allah
- Titre original : The Garden of Allah
- Réalisation : Richard Boleslawski, assisté d'Otto Brower et John Waters (non crédité)
- Scénario : W.P. Lipscomb et Lynn Riggs (adaptation), d'après un roman de Robert Smythe Hichens
- Production : David O. Selznick pour la Selznick International Pictures
- Photographie : Virgil Miller, W. Howard Greene et Wilfred M. Cline (associé, non crédité)
- Musique : Max Steiner
- Costumes : Ernest Dryden
- Montage : Hal C. Kern et Anson Stevenson (non crédité)
- Pays d'origine : États-Unis
- Format : couleur (Technicolor)
- Genre : Mélodrame romantique
- Durée : 79 min
- Dates de sortie : 
  -  États-Unis : 19 novembre 1936
  -  France : 19 mars 1937

## Distribution
- Marlene Dietrich (VF : Hélène Tossy) : Domini Enfilden
- Charles Boyer (VF : Charles Boyer) : Boris Androvsky
- Basil Rathbone : Comte Ferdinand Anteoni
- Charles Aubrey Smith : Père J. Roubier
- Joseph Schildkraut : Batouch
- John Carradine : Sand le devin
- Alan Marshal : Capitaine De Trevignac
- Lucile Watson : Mère Supérieure Josephine
- Henry Brandon : Hadj
- Tilly Losch : Irena
- Pâquerette

Acteurs non crédités
- John George : Serveur
- Ferdinand Gottschalk : Employé d'hôtel
- Louis Mercier : Membre de la patrouille De Trevignac
- Frank Puglia (rôle indéterminé)
- Charles Waldron : Abbé (au monastère)

## Production
Bien qu'il ait été l'un des premiers films à utiliser ce nouveau procédé Technicolor à trois bandes, Le Jardin d'Allah a été filmé avec un grand succès, étant le premier film Technicolor de Marlene Dietrich, ainsi que les débuts à Hollywood de la danseuse de ballet autrichienne devenue actrice Tilly Losch en tant que sensuelle danseuse de cabaret.
Cependant, le tournage a été entouré de graves problèmes et de controverses. Mlle Dietrich nourrissait une profonde aversion pour le producteur David O. Selznick, ayant été prêté au projet par Paramount. Selznick, quant à lui, a été consterné par la plupart des films de Dietrich réalisés avec von Sternberg et l'a réprimandée au sujet de sa préoccupation pour l'apparence. Dietrich n'aimait pas beaucoup le scénario et se plaignait sans cesse des dialogues. Selznick était affligé par l'apparence incroyablement parfaite de Dietrich dans chaque scène et se plaignait que ses cheveux n'étaient jamais ébouriffés, même dans une tempête de vent. Comme toujours, vos vêtements sont magnifiques, mais totalement inappropriés dans le désert d'Afrique du Nord,.
Le tournage en extérieur a eu lieu dans le désert de Yuma en Arizona à des températures de 57 °C. Quelques mois après la fin de la production, le réalisateur Richard Boleslawski est mort après avoir bu de l'eau contaminée.

## Réception
« Devant la couleur rose bonbon de la bouche pincée de [Marlene], l'or anémique de ses cheveux, l'azur incertain de son regard, les bras nous en tombèrent »

— Colette

« Ces fleurs hideuses en Technicolor, ce désert aux cratères jaunes comme du gruyère, ces visages beiges. »

— Graham Greene

« Pendant des années, Marlene eut une réponse succincte et toute prête à opposer aux journalistes assez téméraires pour pénétrer par effraction dans Le Jardin d'Allah : "Bon pour la poubelle." »

— Alexander Walker
Les critiques contemporaines étaient largement favorables. Le New York Times a salué le choix du roman de Robert Hichens de 1904 comme base de l'histoire et l'a décrit comme un "film distingué, riche en splendeur picturale ... avec un jeu captivant". L'incroyable travail de caméra et l'éclairage ont été dûment appréciés, et Newsweek a souligné les performances de Marlene Dietrich et Charles Boyer comme les meilleures de leur carrière. Mais bien qu'il ait été applaudi pour ses capacités artistiques et créatives, Le Jardin d'Allah n'a pas été un succès commercial. Le film était initialement budgétisé à 1,6 million de dollars, mais était estimé à 370 000 dollars, ce qui s'est avéré être à peu près la taille de la perte enregistrée par le film.
Écrivant pour The Spectator en 1936, Graham Greene a donné au film une critique neutre, affirmant qu'il dépeignait l'Église catholique comme "si surhumainement pieuse, si intensément dramatique", tout en préférant le point de vue du magazine New Statesman sur l'église de gauche qui présentait "misérables prêtres comptant les pesetas sur leurs doigts dans les cafés sales avant de bénir les réservoirs". Greene a salué le surréalisme du film comme "vraiment magnifique" et a noté que le dialogue avait un ton nettement apocalyptique qui correspondait étroitement à la livraison de ses lignes par Dietrich.
Le film a reçu des nominations aux Oscars pour la meilleure musique et le meilleur assistant réalisateur, et W. Howard Greene et Harold Rosson ont reçu un Oscar honoraire pour la cinématographie en couleur. À la suite du succès du film dans les cinémas brésiliens, à Rio de Janeiro, le parc entre les quartiers de Leblon et les plages d'Ipanema a été nommé d'après le film, c'est-à-dire Parque Jardim de Alah. Le film a également été projeté dans la rétrospective "Histoire du cinéma coloré" au Berlinale en 1988.
Le film est regardé par Cyndi Lauper au début de son clip de la chanson "Time after Time".